# Cereophagus futilalis
Cereophagus futilalis är en fjärilsart som beskrevs av Dyar 1922. Cereophagus futilalis ingår i släktet Cereophagus och familjen Crambidae. Inga underarter finns listade i Catalogue of Life.